# Patrick Bond
Patrick Bond (* 17. November 1961 in Belfast) ist ein Soziologe und Politischer Ökonom, der in Südafrika lebt und arbeitet.

## Leben
Bond studierte von 1979 bis 1983 am Swarthmore College Ökonomie, nach seinem Abschluss ging er an die Wharton School, die an der University of Pennsylvania beheimatet ist. Danach verfasste Bond in den Jahren 1985 bis 1992 an der Johns Hopkins University seine Dissertation im Bereich der Politischen Geographie. Sein Doktorvater war David Harvey. An der gleichen Universität war er als Assistant Professor bis 1995 im Bereich der öffentlichen Gesundheit tätig, danach ging er nach Südafrika, wo er an der Wits School of Governance in Johannesburg lehrte. Von 2004 bis 2016 war er als Senior Professor an der Universität von KwaZulu-Natal tätig, dann ging er als Senior Professor im Fachbereich Politische Ökonomie an die Witwatersrand School of Governance der Witwatersrand-Universität, wechselte von dort erst an die Western Cape School of Government und dann zur Universität Johannesburg. Hier ist er im Fachbereich Soziologie als Distinguished Professor tätig.
In den Jahren 1994 und 1996 war Bond am Reconstruction-and-Development-Programm des Kabinett Mandela und an der Entstehung der entsprechenden Regierungsunterlagen beteiligt.
Im Laufe des G20-Gipfel in Hamburg 2017 gehörte Bond zu den Rednern während der G20-Protestwelle.
Bond forscht, lehrt und veröffentlicht insbesondere zur Globalen Politischen Ökonomie, Umwelt, Geopolitik sowie Sozialpolitik.

## Veröffentlichungen (Auswahl)
- Commanding heights & community control. New economics for a new South Africa. Ravan Press, Johannesburg 1991, ISBN 0-86975-407-6.
- Uneven Zimbabwe. A study of finance, development, and underdevelopment. Africa World Press, Trenton 1998, ISBN 0-86543-539-1.
- Cities of gold, townships of coal. Essays on South Africa's new urban crisis. Africa World Press, Trenton 2000, ISBN 0-86543-612-6.
- Talk left, walk right. South Africa's frustrated global reforms. 2. Auflage, University of KwaZulu-Natal Press, Scottsville 2006, ISBN 978-1-86914-088-5.
- Politics of climate justice. Paralysis above, movement below. University of Kwazulu-Natal Press, Scottsville 2012, ISBN 978-1-86914-221-6.
- Elite transition. From Apartheid to neoliberalism in South Africa. Überarbeitete Auflage, Pluto Press, London 2014, ISBN 978-0-7453-3477-6.